# Milionia tricolor
Milionia tricolor är en fjärilsart som beskrevs av Felder 1874. Milionia tricolor ingår i släktet Milionia och familjen mätare. Inga underarter finns listade i Catalogue of Life.